# كوكب الصباح داية
كوكب الصباح داية هي وزيرة الدولة السابقة لشؤون البيئة في سوريا.

## النشأة والتعليم والمسيرة المهنية
ولدت داية في بانياس عام 1962. حصلت على شهادة الصيدلة ودكتوراه من جامعة دمشق. عملت أستاذة في جامعة دمشق وعينت معاونة لوزيرة للصحة في عام 1993 ومديرة مكتب الصحة والبيئة والسكان في الاتحاد العام للمرأة. عينت أول وزيرة للدولة لشؤون البيئة في 23 أبريل 2009 بعد يوم من يوم الأرض.

## الحياة الشخصية
متزوجة ولها ثلاثة أطفال.